# Habsheim
 Habsheim  (en alsacià Hàbse) és un municipi francès, situat a la regió del Gran Est, al departament de l'Alt Rin. L'any 2007 tenia 4.685 habitants. Limita amb Rixheim, Eschentzwiller i Zimmersheim.

## Demografia
| 1962  | 1968  | 1975  | 1982  | 1990  | 1999  |
| ----- | ----- | ----- | ----- | ----- | ----- |
| 2.124 | 2.207 | 2.560 | 3.644 | 3.799 | 4.313 |

## Administració
| Període | Identitat   | Partit |
| ------- | ----------- | ------ |
| 1995-   | Gérard Lamy |        |